# Tepeaca
Tepeaca är en kommunhuvudort i Mexiko.   Den ligger i kommunen Tepeaca och delstaten Puebla, i den sydöstra delen av landet, 140 km öster om huvudstaden Mexico City. Tepeaca ligger 2 243 meter över havet och antalet invånare är 24 956.
Terrängen runt Tepeaca är platt österut, men västerut är den kuperad. Runt Tepeaca är det ganska tätbefolkat, med 120 invånare per kvadratkilometer. Närmaste större samhälle är Amozoc de Mota, 17,6 km nordväst om Tepeaca. Omgivningarna runt Tepeaca är en mosaik av jordbruksmark och naturlig växtlighet.